# Parafia Wniebowzięcia Najświętszej Maryi Panny w Tarnobrzegu

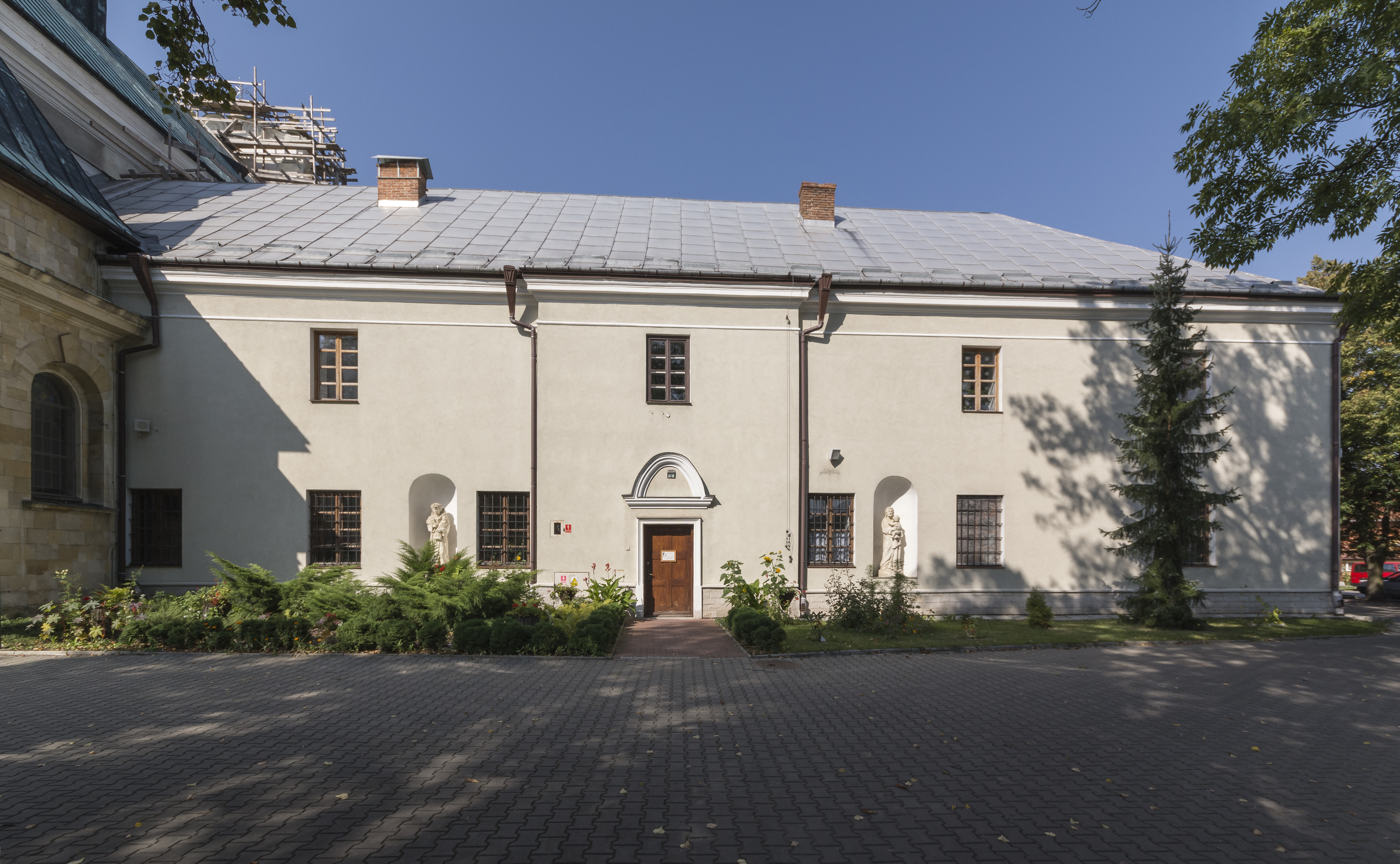
Klasztor dominikanów w Tarnobrzegu

Parafia pod wezwaniem Wniebowzięcia Najświętszej Maryi Panny w Tarnobrzegu – parafia rzymskokatolicka erygowana w 1922 przez biskupa przemyskiego Anatola Nowaka przy klasztorze Dominikanów istniejącym od 1676. Parafia mieści się przy ulicy Kościuszki.

## Zasięg parafii
Do parafii należą wierni będący mieszkańcami ulic: Plac Bartosza Głowackiego, Dekutowskiego, Dominikańskiej, Dzików, Jachowicza, Jasińskiego, Kard. Wyszyńskiego, Kościuszki, Krótkiej, Nadole, Piłsudskiego, Przy Zalewie, Sandomierskiej, Sienkiewicza (1-67), Sikorskiego, Słowackiego, Sokola, Szerokiej, Targowej, Wyspiańskiego i Żeromskiego.

## Nowe parafie
Wraz z odkryciem w okolicach Tarnobrzega złóż siarki i rozwojem miasta zaczęto budować nowe kościoły oraz otwierać nowe parafie wydzielone z parafii dominikańskiej – do 1980 r. jedynej „miejskiej” parafii Tarnobrzega. W 1980 r. erygowano parafię Matki Bożej Nieustającej Pomocy, w 1989 r. św. Barbary, w 1997 r. kilka ulic będących wcześniej w parafii dominikańskiej znalazło się w parafii Miłosierdzia Bożego. Ostatni duży podział (a tym samym zmniejszenie parafii) nastąpił w 2003 r. i związany był z powstaniem parafii Chrystusa Króla.

## Proboszczowie
- o. Maciej Złonkiewicz OP (1999–2005)
- o. Paweł Barszczewski OP (2005–2010)
- o. Krzysztof Parol OP (2010–2016)
- o. Marek Grzelczak OP (2016–2019)
- o. Karol Wielgosz OP (2019–2023)
- o. Michał Śliż OP (administrator w latach 2023[1]-2024, proboszcz od 2024[2])

## Duszpasterstwo
Przy parafii działają następujące duszpasterstwa:
- Trzeci Zakon Świętego Dominika
- Rodzina Radia Maryja
- Duszpasterstwo dorosłych
  - Odwiert wiary
  - Grupa biblijna
- Duszpasterstwo młodzieży „PanDa”[3]
- Duszpasterstwo akademickie
- Liturgiczna Służba Ołtarza (ministranci, lektorzy)
- Straż Honorowa Najświętszego Serca Jezusowego
- Wspólnota dla Intronizacji Chrystusa Króla
- Wspólnota neokatechumenalna
- Klub Inteligencji Katolickiej
- Oaza Rodzin
- Domowy Kościół[4]
- Studium Filozofii i Teologii[5]

### Pozostała działalność
- Biblioteka
- Kaplica pw. Miłosierdzia Bożego w Szpitalu Miejskim
- Tarnobrzeski Jarmark św. Dominika